# Cantón de Dourgne
El cantón de Dourgne era una división administrativa francesa, que estaba situada en el departamento de Tarn y la región de Mediodía-Pirineos.

## Composición
El cantón estaba formado por quince comunas:
- Arfons
- Belleserre
- Cahuzac
- Dourgne
- Durfort
- Garrevaques
- Lagardiolle
- Les Cammazes
- Massaguel
- Palleville
- Saint-Amancet
- Saint-Avit
- Sorèze
- Soual
- Verdalle

## Supresión del cantón de Dourgne
En aplicación del Decreto n.º 2014-170 de 17 de febrero de 2014, el cantón de Dourgne fue suprimido el 22 de marzo de 2015 y sus 15 comunas pasaron a formar parte; doce del nuevo cantón de La Montaña Negra y tres del nuevo cantón de El Pastel.